# لیالمان
لیالمان، روستایی از توابع بخش مرکزی شهرستان لاهیجان در استان گیلان ایران است.
روستای زیبای لیالمان در شرق استان سرسبز گیلان، از توابع شهرستان لاهیجان و دهستان آهندان در فاصله حدود ۴ کیلومتری لاهیجان واقع شده‌است.
این روستا از سه بخش رودپشت، لیالمان مرکزی و سوتی تشکیل شده‌است. شغل اصلی مردم روستا کشاورزی است.
موقعیت جغرافیایی: روستای لیالمان در عرض جغرافایی ۳۷ درجه و ۱۰دقیقه و ۱۰ثانیه شمالی و در طول جغرافیایی ۴۹ درجه و ۵۸ دقیقه و ۳۶ ثانیه شرقی در فاصله حدود ۴ کیلومتری لاهیجان قرار دارد. این روستا از سمت شمال به روستای سادات محله آهندان، از جنوب به کوه لیالمان، از شرق به دهستان آهندان و از غرب به روستای سوخته کوه متصل است.
وضعیت آب و هوایی: لیالمان به علت نزدیکی به شهرستان لاهیجان تحت تأثیر آب و هوای معتدل این شهر قرار دارد اما گاهی به دلیل نزدیکی به کوه بارش باران به صورت رگبار درآن بیشتر از شهر لاهیجان و روستاهای شمالی آن است (به ویژه در فصل تابستان و زمان برداشت برنج).
در اکثر ماه‌های بارندگی به‌طور مداوم در این منطقه وجود دارد. در فصل زمستان ارتفاع برف گاهی به ۲ متر و در ارتفاعات منطقه به ۳ متر نیز می‌رسد. از پدیده‌های بسیار جالب در این منطقه وزش باد گرم در چند روز از فصل زمستان است که در زبان محلی به آن «گرمش» می‌گویند. از قدیم معروف بوده که پس از «گرمش» هوا به‌طور ناگهانی سرد شده و احتمال بارش برف و باران وجود دارد. رطوبت هوا دراین روستا در طول سال بین ۵۰ تا ۹۵ در نوسان بوده و متوسط دمای هوا ۱۷ درجه سانتیگراد است.
محصولات: در گذشته محصول اصلی روستای لیالمان چای و ابریشم بوده‌است. در سالهای اخیر با احداث کانال آب و افزایش زمینهای زیر کشت برنج و شاید مهمتر از همه بی مهری نسبت یه باغهای چای و تخریب آنها (به گفته کارشناسان چای ایران یکی از مرغوب‌ترین چای‌های جهان است) برنج رتبه اول را دارد. پیله ابریشم نیز سرنوشتی بهتر از چای ندارد و به‌طور محدود در این روستا به عمل می‌آید. از جهت کشاورزی خاک این منطقه به صورت جلگه ای و کوهپایه ای است.
امکانات روستا: روستای لیالمان دارای آب لوله‌کشی، برق، گاز شهری و تلفن برای هر واحد ساختمانی می‌باشد. روستای لیالمان همچنین دارای یک مدرسه ابتدایی به پنج کلاس درس می‌باشد.
از اماکن مذهبی روستا بقعۀ آقا سید علی کیاء از فرزندان امام هفتم شیعیان می‌باشد.
کشاورزان این روستا در زمینه‌های برنجکاری و چایکاری و پرورش کرم ابریشم فعالیت دارند. مقدار زمین زیر کشت برنج ۱۲۰ هکتار شالیزار است که در سال ۸۴ مکانیزه شده و از آب سد سفید رود به وسیله کانال آبیاری می‌شود. مساحت زیر کشت چای ۷۵ هکتار است که متأسفانه چند سالی است که حدود ۵۰٪ آن به دلایل مختلف آباد نمی‌شود که از دلایل عمده آن می‌توان به سیاست‌های خرید چای، عدم امکان آبیاری در مواقع خشکسالی و نداشتن جاده برای دسترسی به باغات چای و حمل محصولات آن و عدم حمایت جدی از این محصول نام برد. ۵۰ هکتار توت زار نیز در این روستا وجود دارد که هر ساله در حدود ۱۷۰ جعبه کرم ابریشم در این روستا پرورش داده می‌شود.

## جمعیت
این روستا در دهستان آهندان قرار دارد و براساس سرشماری مرکز آمار ایران در سال ۱۳۹۵، جمعیت آن ۷۱۹نفر (۲۹۰ خانوار-طبق اطلاعات شورای لیالمان در سال ۱۳۹۵) بوده‌است.